# Panegyrtes sparsepunctatus
Panegyrtes sparsepunctatus är en skalbaggsart som beskrevs av Stefan von Breuning 1940. Panegyrtes sparsepunctatus ingår i släktet Panegyrtes och familjen långhorningar. Inga underarter finns listade i Catalogue of Life.